# Horizonte dividido
En redes de computadoras, el protocolo de vector de distancias emplea la regla de horizonte dividido que prohíbe a un router publicar una ruta por la misma interfaz por la que se aprendió en primer lugar. El horizonte dividido es uno de los métodos usados para prevenir el problema de ciclos de enrutamiento o "cuenta hasta el infinito"; debido a los altos tiempos de convergencia del protocolo de vector de distancias.
En este ejemplo A usa B para alcanzar a C.
A no publica su ruta a C (A a B a C) de vuelta hacia B. A simple vista, esto parece redundante, ya que B nunca usará la ruta de A porque cuesta más que la ruta de B a C. Pero, si la ruta de B a C cayera, B podría terminar usando la ruta de A, que pasa por B; A enviaría el paquete de vuelta a B, creando un ciclo. Con horizonte dividido, este escenario en particular no puede ocurrir.
Una variación adicional al horizonte dividido publica la ruta de vuelta al router que se usa para alcanzar el destino, pero marca esta publicación como inalcanzable. Esto se conoce como horizonte dividido con envenenamiento reverso.

## Protocolos que usan horizonte dividido
- RIP
- IGRP
- EIGRP
- VPLS usa la técnica de horizonte dividido para evitar los ciclos en el plan de reenvío.